# Liste der Wappen im Bezirk Freistadt
Die Liste der Wappen im Bezirk Freistadt zeigt die Wappen der Gemeinden im oberösterreichischen Bezirk Freistadt.

## Wappen der Städte, Marktgemeinden und Gemeinden

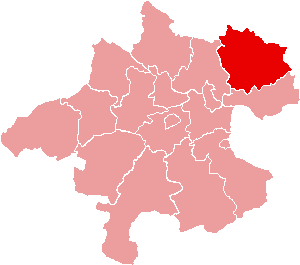
Lage in Oberösterreich
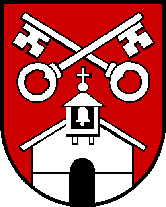
Bad Zell
Freistadt
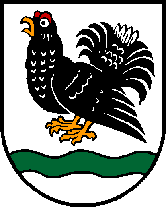
Grünbach
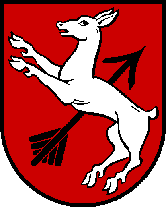
Gutau
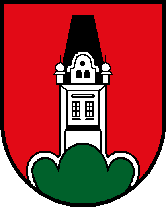
Hagenberg
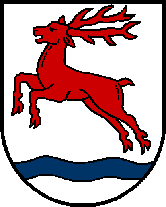
Hirschbach
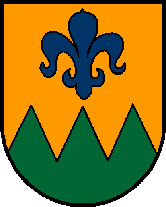
Kaltenberg
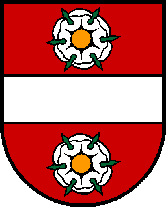
Kefermarkt
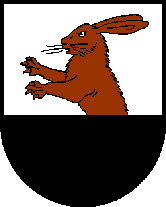
Königswiesen
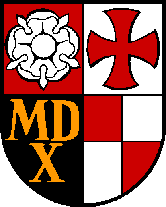
Lasberg
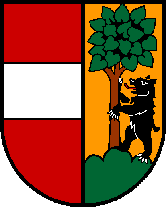
Leopoldschlag
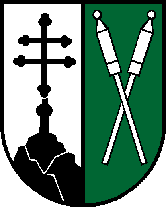
Liebenau
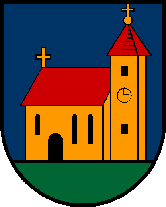
Neumarkt im Mühlkreis
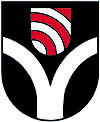
Pierbach
Pregarten
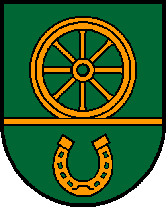
Rainbach im Mühlkreis
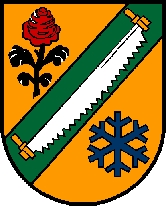
Sandl
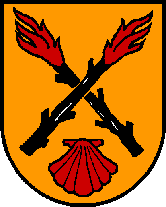
Schönau im Mühlkreis
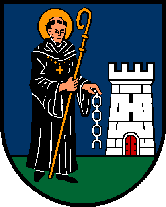
St. Leonhard bei Freistadt
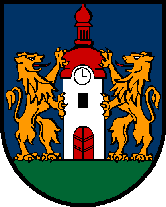
St. Oswald bei Freistadt
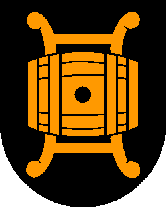
Tragwein
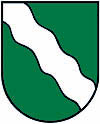
Unterweißenbach
Unterweitersdorf
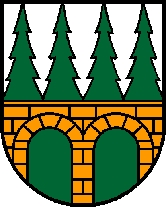
Waldburg
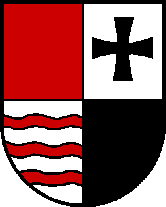
Wartberg ob der Aist
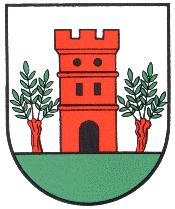
Weitersfelden
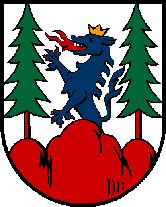
Windhaag bei Freistadt